# Anne Charlotte d'Ursel
 (mai 2018).
Anne Charlotte d'Ursel, née le 29 novembre 1967 à Ixelles est une femme politique belge, membre du Mouvement réformateur.
Elle est licenciée en sciences politiques (ULB).

## Fonctions politiques
- Présidente de la Commission de l'infrastructure du Parlement de la Région de Bruxelles-Capitale depuis le 25 septembre 2017[1]
- Députée au Parlement bruxellois depuis le 23 juin 2009
  - membre effectif dans la commission de l'infrastructure (PRB)
  - membre effectif dans la commission affaires sociales (ARCC)
  - membre suppléant de la Commission Environnement (PRB)
  - membre suppléant de la Commission Affaires économiques(PRB)
- Conseillère communale depuis 2012 à Woluwe-Saint-Pierre
- Chef du groupe MR au conseil communal de Woluwe-Saint-Pierre
- Officier de l'Etat civil et Echevine de la population, des crèches, de la jeunesse et de la prévention de 2006 à 2012
- Échevin de la jeunesse et des classes moyennes à Woluwe-Saint-Pierre de 2000 à 2004